# Steven Blaisse
Steven Joseph Blaisse (født 7. maj 1940, død 20. april 2001) var en hollandsk roer fra Amsterdam.
Ved OL 1960 i Rom deltog Blaisse sammen med Ernst Veenemans i toer uden styrmand. Parret blev nummer fire i indledende heat og nummer tre i opsamlingsheatet, hvilket ikke var nok til give adgang til semifinalen.
I 1964 blev parret europamestre i toer uden styrmand og var dermed blandt favoritterne ved OL samme år i Tokyo. Med sejr i indledende heat kvalificerede de sig til finalen, hvor de måtte se sig slået med omkring et halvt sekund af canadierne George Hungerford og Roger Jackson, mens Michael Schwan og Wolfgang Hottenrott fra Tyskland fik bronze.

## OL-medaljer
- 1964:  Sølv i toer uden styrmand